# Raymond Mairose
Raymond Mairose (Millau, 1365 circa – Roma, 21 ottobre 1427) è stato un cardinale e vescovo cattolico francese.

## Biografia
Dottore in diritto, fu canonico del capitolo della cattedrale di Tolosa e arcidiacono di Lézat nella stessa arcidiocesi; lavorò come notaio apostolico a Roma.
Fu nominato vescovo di Saint-Papoul il 25 luglio 1423 e trasferito alla sede di Castres il 14 gennaio 1426.
Fu creato cardinale presbitero da papa Martino V nel concistoro del 24 maggio 1426. Tre giorni dopo ricevette il titolo cardinalizio di Santa Prassede, mantenendo comunque la sua sede di Castres in amministrazione fino alla morte.
Morì a Roma il 21 ottobre 1427 e venne sepolto nella basilica di Santa Prassede.